# Moteur série D Citroën
Le moteur série D est un moteur thermique automobile à combustion interne, essence quatre temps, avec quatre cylindres en ligne chemisés, bloc en fonte, refroidi par eau, doté d'un vilebrequin trois puis cinq paliers, avec arbre à cames latéral (avec culbuteurs et tiges de culbuteurs), commandé par une chaîne de distribution, avec une culasse en aluminium, huit soupapes en tête, développé et produit par Citroën de 1955 à 1976.

## Caractéristiques et évolution
Le moteur série D est dérivé du moteur qui équipait la version 11 CV de la Citroën Traction Avant. De ce moteur a été conservée une grande partie des caractéristiques de construction. Le sens de rotation de ce moteur est anti-horaire (côté distribution). Le 6 cylindres à plat initialement prévu demandait un délai que la marque ne pouvait pas se permettre. Courant 1954, les ingénieurs entament donc une série de modifications sur le bloc 1,9l largement éprouvé et font ainsi naître la gamme des moteurs série D. Profondément remanié pour le millésime 1966 (septembre 1965), il sera modifié en 1973 pour équiper l’utilitaire C35, ce seront les moteurs série B avec notamment l’apparition d’une version diésélisée. Il servira aussi de base au « moteur série M » destiné à la CX, tournant en sens inverse.

### 1911 cm3
Tous les moteurs des DS et ID de cette première génération comportent un vilebrequin à 3 paliers et des cotes d'alésages et course respectivement de 78 et 100 mm, identiques aux moteurs des Traction Avant 11 chevaux. Il s'agit d'un moteur de conception classique au milieu des années 50 (Vilebrequin 3 paliers, culasse fonte pour les ID), dont les premiers modèles ont été installés dans les Traction Avant en 1934 et qui reçurent des évolutions constantes.
Les différentes versions équipant les DS 19 sont :
- DS 1-03 (jusqu'à 07/1959) : culasse en aluminium à flux transversal avec chambres de combustion hémisphériques, taux de compression 7,5 : 1. Doté d'un carburateur double corps inversé Weber 24/30 DCLC (mais dans certains cas, un Zenith EEAC 24/30), il délivre 75 ch à 4 500 tr/min et un couple maximal de 137 N m à 3 000 tr/min. Pompe de commande d'embrayage.
- DS 1-03b (07/1959-09/1960) : idem DS 1-03 sauf tubulure d'admission intégrée à la culasse et donc nouvelle fonderie de celle-ci.
- DS 1-03c (09/1960-03/1961) : idem DS 1-03b sauf régulateur centrifuge d'embrayage.
- DS 1-03f (03/1961-07/1961) : idem DS 1-03c sauf adoption de pistons bombés, taux de compression de 8,5 à 1, nouveau carburateur double corps et ajout d'un damper. 83 chevaux à 4 500 tr/min et couple de 14,5 mkg à 3 500 tr/min.
- DS 1-03e (07/1961-09/1965) : idem DS 1-03f sauf bloc moteur moteur idem DM 1-03b et suivant.
- DW 1-03a (03/1963-09/1965) : idem DS 1-03e sauf commande d'embrayage hydraulique. Équipe également l'ID 19 6 glaces (tous types).

Les différentes versions équipant les ID 19-6 glaces sont :
- DA 1-03 (jusqu'à 07/1961): équipe l'ID 19 Ambulance, avec prise pour sonde thermométrique, bloc moteur idem DM 1-03b et suivant à partir de janvier 1961.
- DF 1-03 (jusqu'à 07/1961): équipe l'ID 19 Break-Commerciale-Familiale, avec tube de prise de chauffage, bloc moteur idem DM 1-03b et suivant à partir de janvier 1961.
- DA 1-03a (07/1961-03/1963): équipe l'ID 19 Ambulance, avec prise pour sonde thermométrique.
- DF 1-03a (07/1961-03/1963): équipe l'ID 19 Break-Commerciale-Familiale avec tube de prise de chauffage.

Les différentes versions équipant les ID 19 berline et cabriolet sont :
- DM 1-03 : moteur conçu spécifiquement pour la ID 19 Normale, l'entrée de gamme des ID berlines, avec culasse en fonte identique à la Traction Avant 11 D de 1955. Le taux de compression est de 6,8 : 1. La puissance est de 62 ch à 4 000 tr/min, tandis que le couple est de 124,6 N m à 2 500 tr/min.
- DM 1-03a (jusqu'à 02/1960): culasse en alliage à chambre de combustion hémisphérique avec prise d'eau (chauffage) à l'arrière. Taux de compression de 7 : 1, puissance de 66 ch à 4 500 tr/min et couple de 132,4 N m à 3 000 tr/min. Ce moteur introduit en mai 1957 équipe l'ID 19 berline Luxe et Confort.
- DM 1-03b (02/1960-07/1961): idem DM 1-03a sauf prise d'eau (chauffage) sur le côté.
- DM 1-03e (07/1961-09/1964): idem DM 1-03b sauf nouvel arbre à cames.
- DM 1-03f (07/1961-09/1964): ID 19 Cabriolet uniquement, idem DS 1-03e sauf carburateur simple corps.
- DM 1-03g (09/1964-09/1965): ID 19 berline Luxe et Confort uniquement, idem DM 1-03f sauf pistons plats. Taux de compression de 7,5 : 1, puissance de 75 ch SAE à 4 500 tr/min (70 DIN) et couple de 140 N m à 3 000 tr/min.
- DE 1-03 (09/1965-01/1966): ID 19 P berline Luxe et Confort, idem DM 1-03e sauf carburateur double corps. Puissance de 81 ch à 4 750 tr/min et couple de 140 N m à 3 500 tr/min.
- DE 1-03c (01/1966-09/1966): idem DE 1-03 sauf dispositif antipollution.

### 1985 cm3
Introduit en 1965, ce moteur 2L offre des améliorations importantes : l'alésage et la course ont été portés à 86 et 85,5 mm. Il en résulte une augmentation de la cylindrée qui atteint les 1 985 cm3. Le changement majeur est le vilebrequin à cinq paliers, au lieu de trois. L'allumage est devenu plus conventionnel, à simple bobine, rupteur et distributeur mécanique, alors que dans 1,9 il était à double bobine jumostatiques et double rupteur. Initialement restée inchangée la dynamo 300 W (ou 520W ensuite) fut remplacée par un plus moderne alternateur depuis 1967. Six variantes existent, celles désignées par les lettres DY concernent les DS, celles avec les lettres DV concernent les modèles ID, Dspécial et Dsuper.
- DY : DY identifie le premier 2 litres de série D dans l'ordre chronologique: il se caractérise par un taux de compression égal à 8,75 : 1 et une puissance maximale de 90 ch à 5 250 tr/min et le couple maximal est de 146 N m à 3 000 tr/min.
- DY2 : En octobre 1968, le DY 2 litres évolue, devenant ainsi le moteur DY2. Le taux de compression est inchangé, mais grâce à quelques changements, la puissance augmente à 103 ch SAE obtenu à 5 500 tr/min, tandis que le couple maximal a été porté à 149 N m à 3 400 tr/min.
- DY3 : Le DY3 est à son tour une évolution du DY2. La puissance atteint 108 SAE ch à 5 500 tr/min, tandis que le couple maximal délivré à 4 000 tr/min est de 152 N m.
- DV : Le moteur DV , toujours à partir de 1 985 cm3, a été introduit en septembre 1966, et a équipé l'ID19 produite précisément à partir de septembre 1966 à septembre 1968. Parmi les caractéristiques de ce moteur il y a le taux de compression égal à 8 : 1 , mais aussi la puissance maximale de 84 ch à 5 250 tr/min et le couple maximal de 144 N m à 3 000 tr/min.
- DV2 : En octobre 1968, le moteur DV a été remplacé par le moteur DV2 : même taux de compression, la puissance passe à 91 ch à 5 750 tr/min, tandis que le couple maximal atteint 146 N m à 4 000 tr/min.
- DV3 : En septembre 1971, le DV3 remplace le DV2, le taux de compression a été augmenté de 8,75 : 1 . Par conséquent, la puissance maximale est de 98 ch à 5 500 tr/min, tandis que le couple maximal est de 147 N m à 3 000 tr/min.

L'histoire de cette cylindrée continuera sur le C35 essence avec le moteur B20 et il servira surtout de base au moteur M20 des CX 2000 où il sera monté en position transversale et tournera en sens horaire (vu coté distribution), jusqu'à son remplacement par les moteurs Douvrin pour l’année modèle 1980.

### 2175 cm3
Commercialement nommé 2,1L, moteur introduit en octobre 1965 est né de réalésage du 2L. Ici, l'alésage des cylindres passe de 86 à 90 mm, la course reste inchangée. Il sera utilisé sur DS21 et Dsuper5.
Ce moteur est né avec un carburateur et fut ensuite proposé avec une injection électronique. L'allumage a été initialement confiée à un système électrique 12 volts avec alternateur de 400 W. À partir de 1967 , l'alternateur passe à 520 W . Ce moteur a existé en trois variantes :
- DX: est la première variante dans l'ordre chronologique, introduite fin 1965. Avec un taux de compression de 8,75 : 1 , il est équipé d'un carburateur double corps inversé Weber 28/36 DDE2E développant une puissance maximale de 100 ch DIN à 5 500 tr/min, avec un couple de maximal de 173,6 N m à 3 000 tr/min.
- DX2 : Lancé en octobre 1968 pour coïncider avec le lancement de la deuxième série de gammes DS/ID, le moteur de DX2 se caractérise par une puissance maximale de 106 ch DIN à 5 750 tr/min.
- DX3 : Il s'agit de la variante avec injection électronique Bosch des DS21ie. Parmi les autres caractéristiques: le taux de compression passe à 9 : 1, la puissance maximale de 125 ch DIN à 5 250 tr/min et le couple maximum de 196 N m à 4 000 tr/min.

L'histoire de cette cylindrée continuera quelques années avec le moteur M22 de la CX 2200 et (diésélisé) de la CX 2200D sur lesquelles il sera monté transversalement et tournera en sens horaire (vu côté distribution). Il disparaîtra à l’arrivée de la CX 2400.

### 2347 cm3
Commercialement dénommée 2,3 litres et dédiée aux DS23, cette ultime version a été introduite en août 1972, et remplace le 2,1 litres sur la DS. Née par la poursuite du réalésage des cylindres qui passe de 90 à 93,5 mm , alors que la course à nouveau reste inchangée. Disponible en deux variantes, une à carburateur et l'autre avec injection électronique. Il s'agit de la plus grande évolution du moteur série D.
Les deux variantes ont cessé d'être produite en mai 1975.
L'histoire de cette cylindrée continuera avec le moteur M23 qui sera monté sur les CX 2400 avec quelques modifications (dont l’inversion du sens de rotation) et placé en position transversale, équipé d’un carburateur ou d’une injection sur les GTI.
Ce moteur servira de base aux moteurs M25 essence injection (CX 25 IE/GTi et 25 GTI Turbo ) et M25 Diesel (CX25D et CX25 Turbo D) qui seront utilisés jusqu'au remplacement de la CX break en 1991, ainsi qu’au moteur B25 jusqu’à la disparition du C35 en 1991 et au U25 des C25/J5 diesel jusqu’à leur remplacement en 1994.
Les deux variantes:
- DX4 : est la version à carburateur double corps Weber 28/36 DDE2. Cette version est amenée à remplacer le DX2, à savoir le 2,1 litres à carburateur de 106 ch DIN, et se caractérise par un taux de compression égal à 8,75 : 1 . La puissance maximum de ce moteur est de 124 ch SAE (115 ch DIN) à 5 750 tr/min, et un couple maximal est de 187,3 N m à 3 500 tr/min.

- DX5 : la version avec injection électronique dédiée à la DS23ie. Cette version est amenée à remplacer le DX3. Comme ce dernier, le système d'alimentation est une injection électronique Bosch . Le taux de compression a été augmenté à 9 : 1, avec une puissance maximale de 141 ch SAE (130ch DIN) à 5 500 tr/min et un couple maximum de 201 N m à 3 500 tr/min[1].

## Résumé des caractéristiques et des applications
| Versions                                     | Taux de compression | Alimentation                                                            | Puissance ch | Couple N m | Application                 | Années de production |
| 1,9 litre: 1 911 cm3 (78 × 100 mm)           |                     |                                                                         |              |            |                             |                      |
| ID19                                         | 6.8                 | Carburateur simple corps                                                | 62/4000      | 124.6/2500 | Citroën ID19 Normale        | 1957-60              |
| DM                                           | 7                   | Carburateur simple corps                                                | 66/4500      | 132.4/3000 | Citroën ID19 Luxe/Confort/S | 1957-64              |
| DM                                           | 7                   | Carburateur simple corps                                                | 66/4500      | 132.4/3000 | Citroën ID19 Cabriolet      | 1960-64              |
| DM                                           | 7.5                 | Carburateur simple corps                                                | 75/4500      | 140/3000   | Citroën ID19 Luxe/Confort/S | 1964-65              |
| DM                                           | 7.5                 | Carburateur simple corps                                                | 75/4500      | 140/3000   | Citroën ID19 Cabriolet      | 1964-65              |
| DS19                                         | 7.5                 | Carburateur double corps inversés Weber 24/30 DCLC ou Zenith 24/30 EEAC | 75/4500      | 137/3000   | Citroën DS19                | 1955-61              |
| DS19                                         | 7.5                 | Carburateur double corps inversés Weber 24/30 DCLC ou Zenith 24/30 EEAC | 75/4500      | 137/3000   | Citroën DS19 Cabriolet      | 1960-62              |
| DE                                           | 8                   | Carburateur double corps inversés Weber 24/30 DCLC ou Zenith 24/30 EEAC | 81/4750      | 140/3500   | Citroën ID19                | 1965-66              |
| DA                                           | 8.5                 | Carburateur double corps inversés Weber 24/30 DCLC ou Zenith 24/30 EEAC | 83/4500      | 141/3500   | Citroën DS19                | 1961-65              |
| DA                                           | 8.5                 | Carburateur double corps inversés Weber 24/30 DCLC ou Zenith 24/30 EEAC | 83/4500      | 141/3500   | Citroën ID19 Break          | 1963-66              |
| DA                                           | 8.5                 | Carburateur double corps inversés Weber 24/30 DCLC ou Zenith 24/30 EEAC | 83/4500      | 141/3500   | Citroën DS19 Cabriolet      | 1962-65              |
| DS1                                          | 8.5                 | Carburateur double corps inversés Weber 24/30 DCLC ou Zenith 24/30 EEAC | 83/4500      | 142/3000   | Citroën ID19 (Export)       | 1962-65              |
| 2,0 litres: 1 985 cm3 (86 × 85,5 mm)         |                     |                                                                         |              |            |                             |                      |
| DV                                           | 8                   | Carburateur double corps inversés Weber 24/30 DCLC                      | 84/5250      | 144/3000   | Citroën ID19                | 1966-68              |
| DY                                           | 8.75                | Carburateur double corps inversés Weber 24/30 DCLC                      | 90/5250      | 146/3000   | Citroën DS19                | 1965-68              |
| DV2                                          | 8                   | Carburateur double corps inversés Weber 24/30 DCLC                      | 91/5750      | 146/4000   | Citroën ID19                | 1968-71              |
| DY2                                          | 8.75                | Carburateur double corps inversés Weber 24/30 DCLC                      | 103/5500     | 149/3400   | Citroën DS20                | 1968-71              |
| DY2                                          | 8.75                | Carburateur double corps inversés Weber 24/30 DCLC                      | 103/5500     | 149/3400   | Citroën ID20                | 1969-70              |
| DY2                                          | 8.75                | Carburateur double corps inversés Weber 24/30 DCLC                      | 103/5500     | 149/3400   | Citroën DSuper              | 1970-71              |
| DY2                                          | 8.75                | Carburateur double corps inversés Weber 24/30 DCLC                      | 103/5500     | 149/3400   | Citroën Break 20            | 1969-72              |
| DV3                                          | 8.75                | Carburateur double corps inversés Weber 24/30 DCLC                      | 98/5500      | 147/3000   | Citroën D Spécial           | 1971-72              |
| DY3                                          | 8.75                | Carburateur double corps inversés Weber 24/30 DCLC                      | 108/5500     | 152/4000   | Citroën DS20                | 1971-75              |
| DY3                                          | 8.75                | Carburateur double corps inversés Weber 24/30 DCLC                      | 108/5500     | 152/4000   | Citroën DSuper/DSpécial     | 1972-75              |
| DY3                                          | 8.75                | Carburateur double corps inversés Weber 24/30 DCLC                      | 108/5500     | 152/4000   | Citroën Break 20            | 1972-76              |
| 2,1 litres: 2 175 cm3 (90 × 85,5 mm)         |                     |                                                                         |              |            |                             |                      |
| DX                                           | 8.75                | Carburateur double corps inversés Weber 28/36 DDE2                      | 109/5500     | 170.7/3000 | Citroën DS21                | 1965-68              |
| DX                                           | 8.75                | Carburateur double corps inversés Weber 28/36 DDE2                      | 109/5500     | 170.7/3000 | Citroën ID21 Break          | 1965-68              |
| DX                                           | 8.75                | Carburateur double corps inversés Weber 28/36 DDE2                      | 109/5500     | 170.7/3000 | Citroën DS21 Cabriolet      | 1965-68              |
| DX2                                          | 8.75                | Carburateur double corps inversés Weber 28/36 DDE2                      | 115/5750     | 173.6/3000 | Citroën DS21                | 1968-72              |
| DX2                                          | 8.75                | Carburateur double corps inversés Weber 28/36 DDE2                      | 115/5750     | 173.6/3000 | Citroën DSuper 5            | 1972-75              |
| DX2                                          | 8.75                | Carburateur double corps inversés Weber 28/36 DDE2                      | 115/5750     | 173.6/3000 | Citroën Break 21            | 1969-72              |
| DX2                                          | 8.75                | Carburateur double corps inversés Weber 28/36 DDE2                      | 115/5750     | 173.6/3000 | Citroën DS21 Cabriolet      | 1968-71              |
| DX3                                          | 9                   | Injection électronique multipoint Bosch D Jetronic                      | 139/5250     | 196/4000   | Citroën DS21 i.e.           | 1969-72              |
| DX3                                          | 9                   | Injection électronique multipoint Bosch D Jetronic                      | 139/5250     | 196/4000   | Citroën DS21 i.e. Cabriolet | 1969-71              |
| 2,3 litres: 2 347 cm3 (93,5 × 85,5 mm)       |                     |                                                                         |              |            |                             |                      |
| DX4                                          | 8.75                | Carburateur double corps Weber 28/36 DDE2                               | 124/5750     | 187.3/3500 | Citroën DS23                | 1972-75              |
| DX4                                          | 8.75                | Carburateur double corps Weber 28/36 DDE2                               | 124/5750     | 187.3/3500 | Citroën Break 23            | 1972-75              |
| DX5                                          | 9                   | Injection électronique multipoint Bosch D-Jetronic                      | 141/5500     | 201/3500   | Citroën DS23 i.e.           | 1972-75              |
| 1 Uniquement pour certains marchés étrangers |                     |                                                                         |              |            |                             |                      |